# 디자이너 (영화)

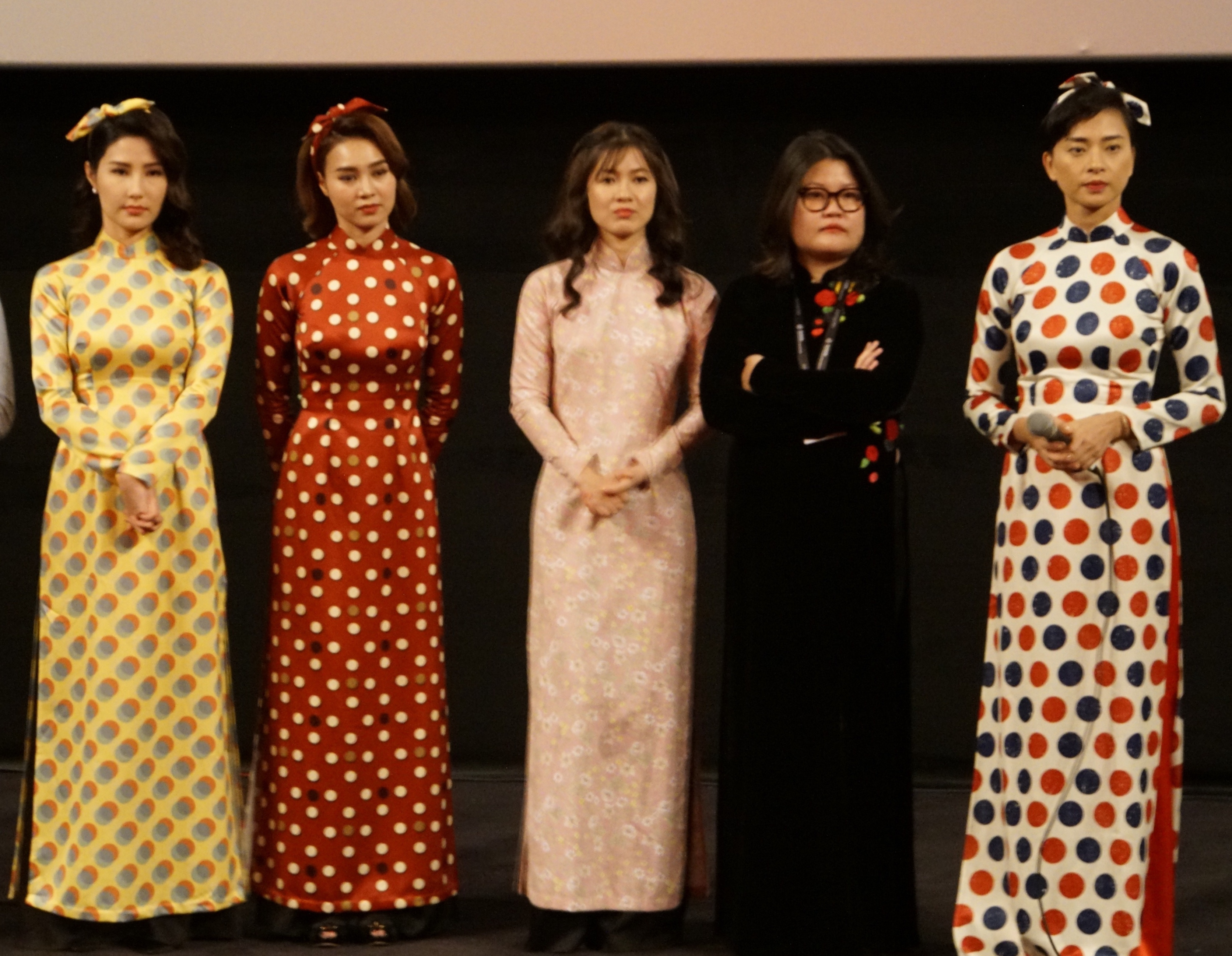

《디자이너》(베트남어: Cô Ba Sài Gòn, 영어: The Tailor)는 2017년 개봉한 베트남의 영화이다. 배우 응오타인번이 제작하고 직접 출연했다.
이 영화는 2017년 10월 14일 한국에서 열린 제22회 부산국제영화제에서 국제적으로 개봉되었고, 2017년 11월 10일 베트남에서 공식 개봉되었다. 이 영화는 1개월 만에 극장 수익 600억 VND 이상을 벌어들였다.

## 줄거리
1969년 사이공에서 가장 유명한 재단사인 탄느(Thanh Nu) 가문은 대대로 아오자이를 만들어왔다. 가문의 주인인 탄마이는 친딸인 니으이와 입양딸인 탄 로안을 두고 있다. 탄 로안은 아오자이 만들기를 즐기지만, 니으이는 아오자이가 구식이라며 서양식 디자인을 선호한다. 어머니 탄마이는 니으이에게 아오자이를 배우라고 하지만, 니으이는 서양 스타일에만 관심을 가진다. 어느 날, 탄마이는 가보로 내려오는 특별한 천으로 아름다운 아오자이를 만들고, 니으이는 자신의 이름이 수 놓여진 것을 보고 입어본다. 그 순간, 옥 장식이 니으이를 2017년으로 보내버린다.
니으이는 자살하려던 미래의 자신인 안 칸에게 떨어진다. 옥 장식은 아오자이에서 떨어져 나가고, 니으이는 탄느 재단이 문을 닫았다는 사실과 사이공이 매우 현대화되었다는 사실에 충격을 받는다. 니으이의 집은 텅 비어있고, 과거 탄마이가 죽은 후 안 칸이 서양식 재단소를 열기 위해 탄 로안을 내쫓았으나 사업에 실패했다는 사실을 알게 된다. 안 칸은 알코올 중독자가 되어 있었고, 탄 로안은 아오자이 전문 사업을 시작해 두 아이를 두고 있다. 유명 패션 디자이너인 헬렌은 안 칸이 집을 지킬 수 있도록 돕기로 하고, 니으이는 그 대가로 헬렌의 회사에서 일하게 된다.
니으이는 청소부로 일하지만, 헬렌은 1960년대 스타일 디자인이 필요해 안 칸에게 도움을 받는다. 니으이의 재능을 알아본 헬렌은 아오자이 디자인을 맡기지만, 니으이는 아오자이를 싫어하고 만드는 법도 모른다. 그러나 탄느 재단의 전통을 살려 명성을 되찾고자 아오자이를 만들고 싶어한다. 안 칸은 탄 로안을 만나 사과하고 아오자이 만드는 법을 배우려 한다. 탄 로안은 탄마이가 남긴 아오자이 제작법이 담긴 편지를 안 칸에게 전해준다. 안 칸과 니으이는 함께 아오자이 만드는 연습을 한다.
패션쇼에서 모델들은 니으이의 아오자이 컬렉션을 선보인다. 쇼가 진행되는 동안 헬렌은 니으이를 디자이너에서 자신의 이름으로 바꾸려 하지만, 헬렌의 동생인 뚜언이 이를 알고 헬렌에게 신중히 결정하라고 말한다. 결국 쇼는 성공적으로 끝나고, 니으이는 헬렌에게 감사를 전한다. 쇼 이후 탄느 재단은 다시 문을 연다. 니으이는 옥 장식이 달린 아오자이를 입고 1969년으로 돌아간다. 그녀는 어머니를 다시 만나 아오자이를 만들 줄 안다고 말하며 사과하고, 모녀는 기뻐하며 함께 춤을 춘다.

## 출연진
- 닌즈엉란응옥 - 니으이
- 홍번 - 안카인 (2017년의 니으이)
- 응오타인번 - 탄마이 (니으이의 어머니)
- 지엠미 9x - 헬렌
- 지엠미/오아인끼에우(아역) - 타인로안
- 선탁 - 뚜언
- 뚱래오 - 히엔
- 하이찌에우 - 베이비 나나